# サン・ピエトロ多翼祭壇画
『サン・ピエトロ多翼祭壇画』（サン・ピエトロたよくさいだんが、伊: Polittico di San Pietro, 仏: Polyptyque de San Pietro, 英: San Pietro Polyptych）は、盛期ルネサンスのイタリアの巨匠ピエトロ・ペルジーノが1496年から1498年に制作した祭壇画である。『キリストの昇天』（伊: L'Ascensione di Gesù, 仏: L'Ascension du Christ, 英: The Ascension of Christ）としても知られる。油彩。ペルージャのサン・ピエトロ教会のために制作された作品で、中央に描かれた主祭壇画「キリストの昇天」のほか1点のリュネットと2点のトンド、11点のプレデッラで構成された。現在これらの板絵は解体され、「キリストの昇天」はリヨンのリヨン美術館に所蔵されている。

## 主題
主題はキリストの昇天から取られている。『新約聖書』「使徒言行録」1章によると、復活したイエス・キリストはオリーブ山で弟子たちに自身が生きている証拠を示し、40日にわたって神の国について語って聞かせた。その後、キリストは弟子たちが天を見上げる中で昇天し、雲の中に消えていった。弟子たちがいつまでも天を仰ぎ見ていると、白衣を着た2人の人物が現れて「なぜ天を仰いで立っているのか。天に上げられたイエスは先ほど天に上ったのと同じ姿で、またおいでになるであろう」と言った。

## 制作経緯

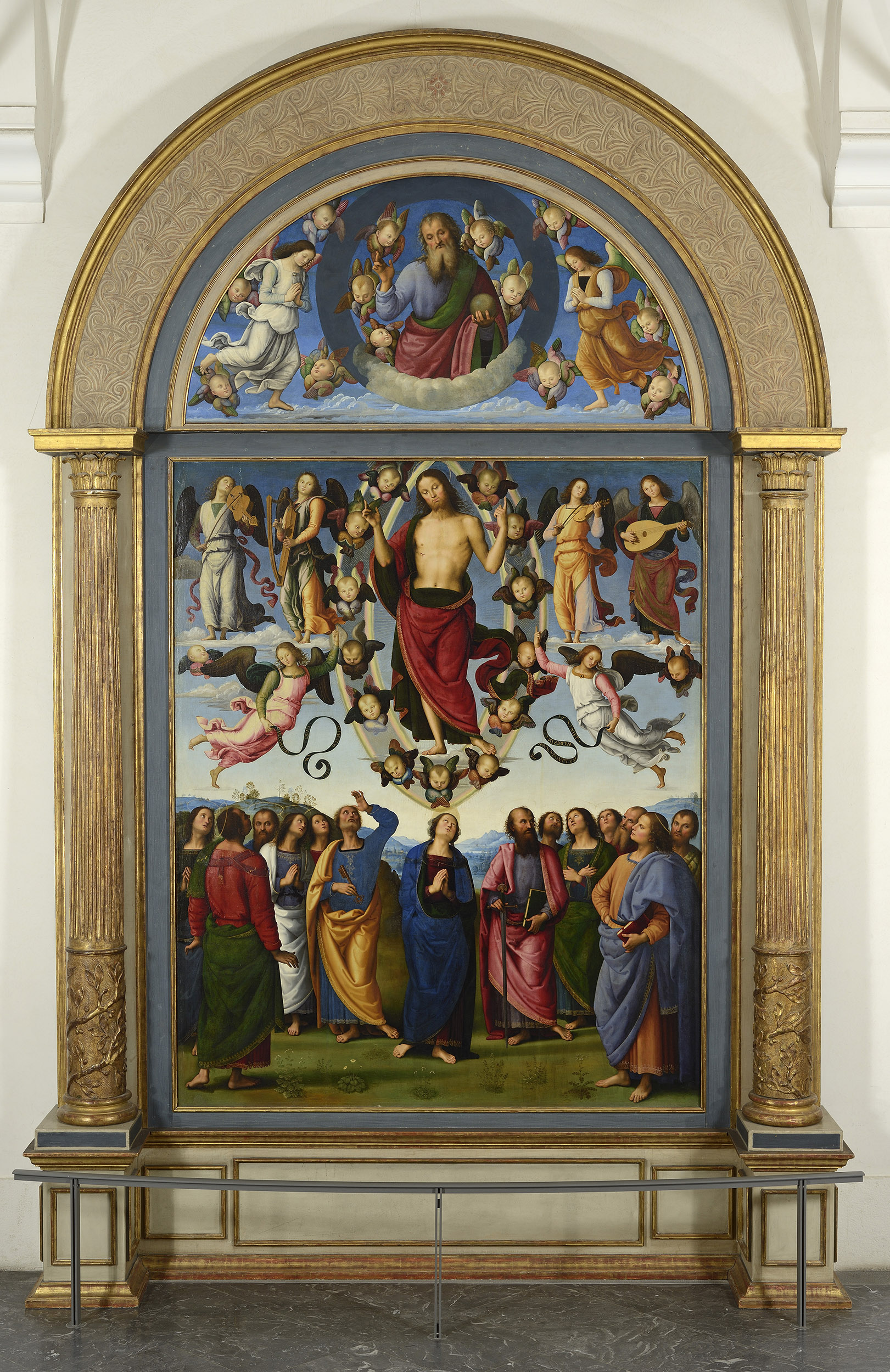
現在の展示。

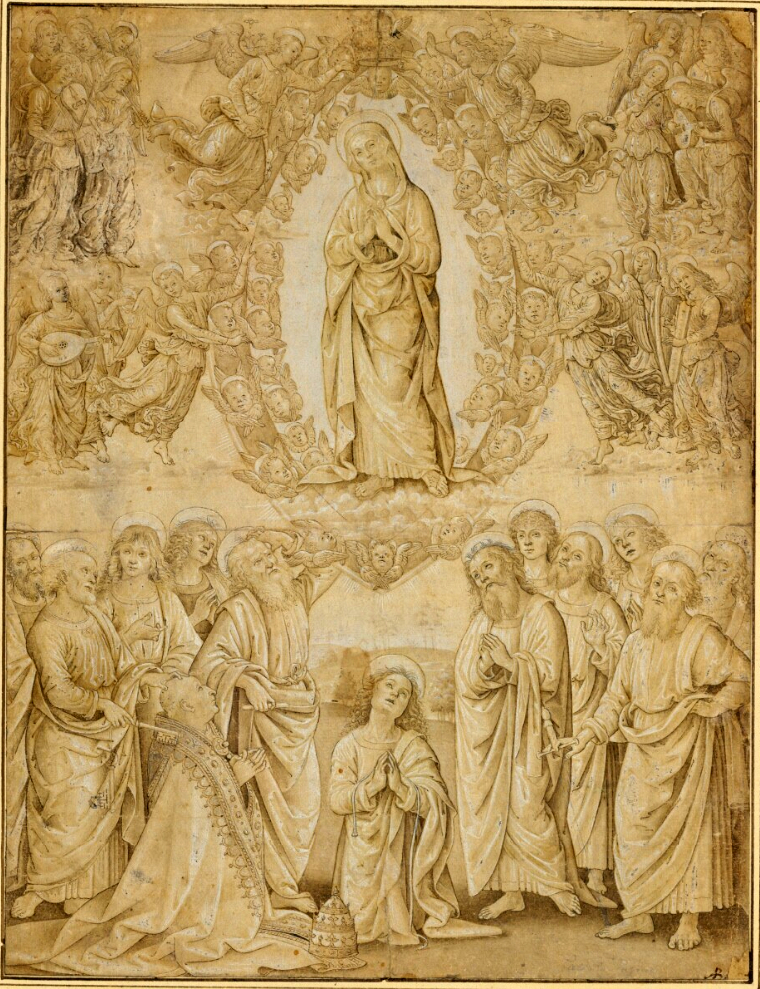
システィーナ礼拝堂祭壇画として描かれたペルジーノの『聖母被昇天』。後にミケランジェロ・ブオナローティの『最後の審判』が描かれた際に失われた。

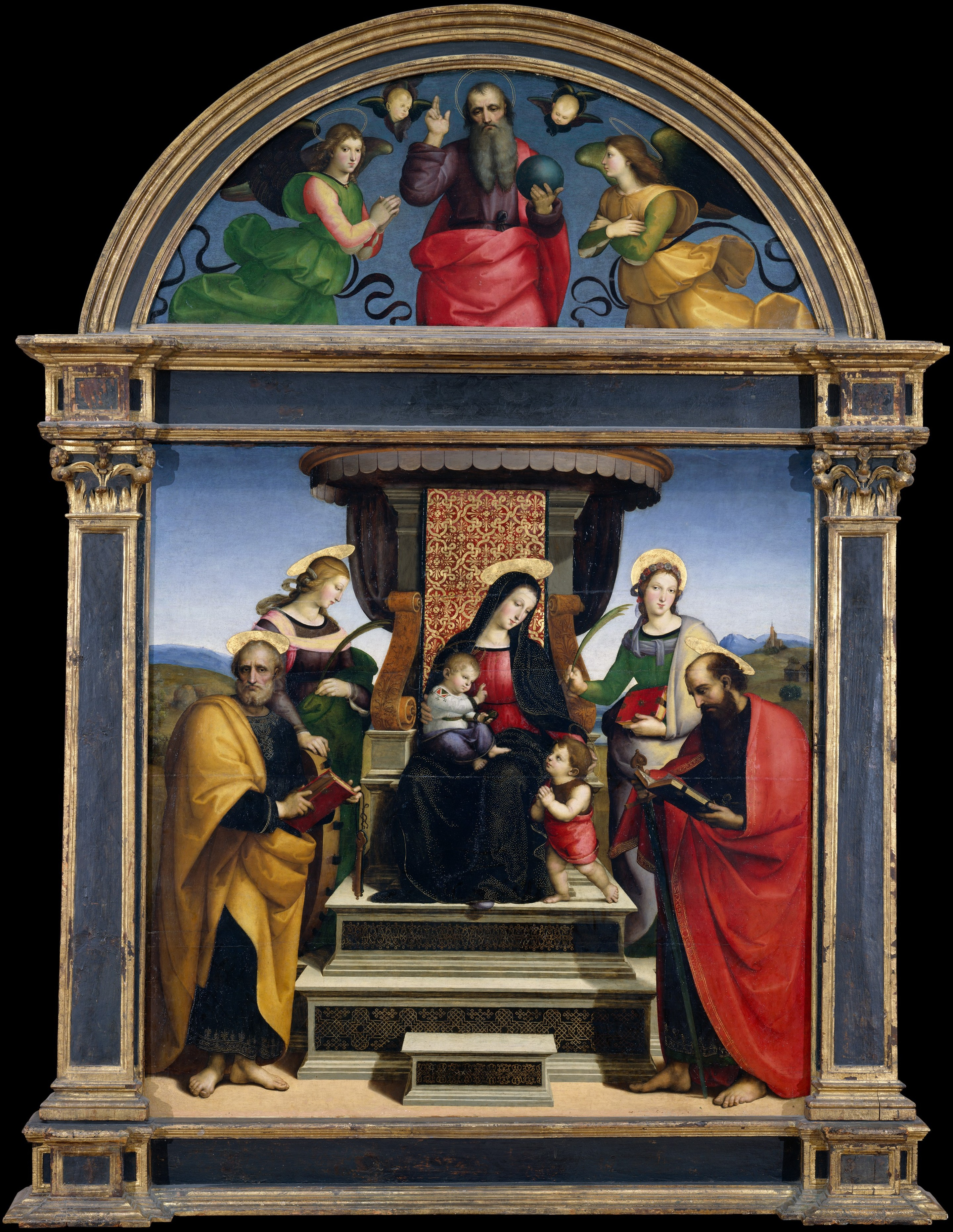
ラファエロ・サンツィオの『コロンナの祭壇画』。メトロポリタン美術館所蔵。

主祭壇画の額縁と板絵を制作する契約は、1493年8月26日にベネディクト会の修道士によってヴェローナ出身のオリベット会修道士ジョヴァンニ・ディ・ドメニコ（Giovanni di Domenico）に与えられた。その後、ペルジーノはエウセビオ・ダ・サン・ジョルジョとジョヴァンニ・ディ・フランチェスコ・チャンベッラ（Giovanni di Francesco Ciambella）の立ち会いのもと、1495年3月8日に主祭壇画を制作する画家として契約し、1496年1月18日から1498年4月23日にかけて報酬を受け取っている。祭壇画の主題に関してはベネディクト会の指示に従っている。この発注によりペルジーノは中央の主祭壇画「キリストの昇天」（L'Ascensione di Gesù）、その上のリュネットに「栄光の神」（Eterno in gloria）、2点のトンド「預言者エレミヤ」（Profeta Geremia）と「預言者イザヤ」（Profeta Isaia）を制作した。また祭壇の基壇部側面を飾る11点の大小のプレデッラ「聖マウルス」（San Mauro）、「聖スコラスティカ」（Santa Scolastica）、「聖フラウィア」（Santa Flavia）、「東方三博士の礼拝」（Adorazione dei Magi）、「聖ヘラクラヌス」（Sant'Ercolano）、「キリストの洗礼」（Battesimo di Gesù）、「聖コンスタンティウス」（San Costanzo）、「キリストの復活」（Risurrezione di Gesù）、「聖プラキドゥス」（San Placido）、「聖ピエトロ・ヴィンチョリ」（San Pietro Vincioli）、「聖ベネディクトゥス」（San Benedetto）を制作した。完成した絵画は1500年1月13日に主祭壇に設置された。

## 作品
主祭壇画とリュネットは画面中央を通る軸を中心とするシンメトリーの構図を持つ。主祭壇画は上下に二分割されている。画面上部には黄金色のマンドルラとケルビムに囲まれながら昇天するキリストが描かれている。キリストの姿は中央にあり、その両側では4人の奏楽天使が雲の上に立って、ヴァイオリン、リュート、ハープといった楽器を演奏している。またその下では2人の天使がリボンを持って飛翔している。画面下部では中央に配置された聖母マリアとそれを囲むように十二使徒が配置され、天に昇るキリストを見上げる様子が描かれている。またその背景には、ペルジーノに典型的な穏やかなウンブリア地方の丘陵の風景が広がっている。
構図はペルジーノが1481年から1482年にかけてヴァチカン宮殿のシスティーナ礼拝堂に描いたフレスコ画『聖母被昇天』（Assunzione di Maria, 後にミケランジェロ・ブオナローティの『最後の審判』が描かれた際に完全に失われた）を利用して構築したと考えられている。各人物は古典的な理想美を思い出させる穏やかな表情で描かれている。また衣服の明るく柔らかな色彩は人物に優雅な記念碑的な印象を与えている。
リュネットの「栄光の神」は「キリストの昇天」のすぐ上に設置された。中央に配置された父なる神は「キリストの昇天」の光景を見つめているように下に視線を向け、右手を上げて祝福している。神の両側には2人の天使と多くのケルビムが飛翔している。

### トンド
円形の作品で、おそらく祭壇画を覆う扉を装飾するために制作された。直径は126.7センチもあり、それぞれに『旧約聖書』に登場する預言者エレミヤ（あるいはダビデ）とイザヤの座像が描かれている。

### プレデッラ
プレデッラは11点制作された。そのうち横長のものが3点あり、それぞれキリストの生涯から「東方三博士の礼拝」、「キリストの洗礼」、「キリストの復活」が選択されている。それ以外はいずれも小型の作品で、いずれもキリスト教の聖人や聖女が描かれた（それぞれ聖マウルス、聖スコラスティカ、聖フラウィア、聖ヘラクラヌス、聖コンスタンティウス、聖プラキドゥス、聖ピエトロ・ヴィンチョリ、聖ベネディクトゥス）。聖人たちの多くはベネディクト会と関係の深い人物が選択されている。このうち、聖ベネディクトゥスはウンブリア地方のヌルシアの出身で、ベネディクト会の創設者である。聖スコラスティカは聖ベネディクトゥスの双子の姉妹、聖マウルスと聖プラキドゥスは聖ベネディクトゥスを最初に信奉した人物である。聖ヘラクラヌスはペルージャの守護聖人であり、聖ピエトロ・ヴィンチョリはサン・ピエトロ教会の創設者、初代修道院長である。

## 来歴
対抗宗教改革の結果、絵画は主祭壇が解体された1567年に撤去され、1591年頃に解体された。それから約200年後の1797年、主祭壇を構成した15点の板絵のうち「キリストの昇天」を含む10点の板絵がナポレオン軍によって略奪され、パリの共和国中央美術館（Muséum central des arts de la République, 後のルーヴル美術館）に運ばれた。これらの板絵の多くは19世紀初頭に地方の美術館に送られた。たとえば3点の横長のプレデッラ「東方三博士の礼拝」、「キリストの洗礼」、「キリストの復活」は1803年にルーアン美術館に寄託された。2点のトンド「預言者エレミヤ」と「預言者イザヤ」は1809年にナント美術館に寄託された。1811年には主祭壇画「キリストの昇天」がリヨン美術館に、リュネットの「栄光の神」がパリのサン＝ジェルヴェ＝サン＝プロテ教会に寄託された。
しかしワーテルローの戦いでナポレオンが敗北すると、残る3点のプレデッラ「聖フラウィア」、「聖プラキドゥス」、「聖ベネディクトゥス」はアントニオ・カノーヴァの働きによりイタリアに返還され、ヴァチカンで保管された。「キリストの昇天」は1816年にローマ教皇ピウス7世によって、リヨン市に保管する許可が与えられた。サン＝ジェルヴェ＝サン＝プロテ教会に寄託されていたリュネットは1952年にリヨン美術館に収蔵された。また2点のトンドはナント美術館に、3点の横長のプレデッラはルーアン美術館に所蔵されている。
1916年、5点のプレデッラ「聖マウルス」、「聖スコラスティカ」、「聖フラウィア」、「聖ヘラクラヌス」、「聖コンスタンティウス」が盗難に遭い、「聖スコラスティカ」以外は無事に回収された。

## 素描・複製
金属尖筆で描かれた2点の使徒の頭部準備素描が現存している。うち1点は大英博物館に所蔵されている。もう1点は右から3番目の使徒の頭部習作で、ジュネーヴのジャン・ボナ（Jean Bonna）のコレクションに属していたが、2020年1月にニューヨークのクリスティーズで85万5,000ドル（ペルジーノ作品の過去最高額）で落札された。
複製としては、ペルジーノの工房による1505年の『サンセポルクロの祭壇画』（Sansepolcro Altarpiece）が知られている。これは現在サンセポルクロ大聖堂に所蔵されている。

## 影響
リュネットの構図はラファエロ・サンツィオの『コロンナの祭壇画』（Madonna col Bambino in trono e santi）のリュネットに影響を与えていることが指摘されている。

## ギャラリー
リュネットとトンド

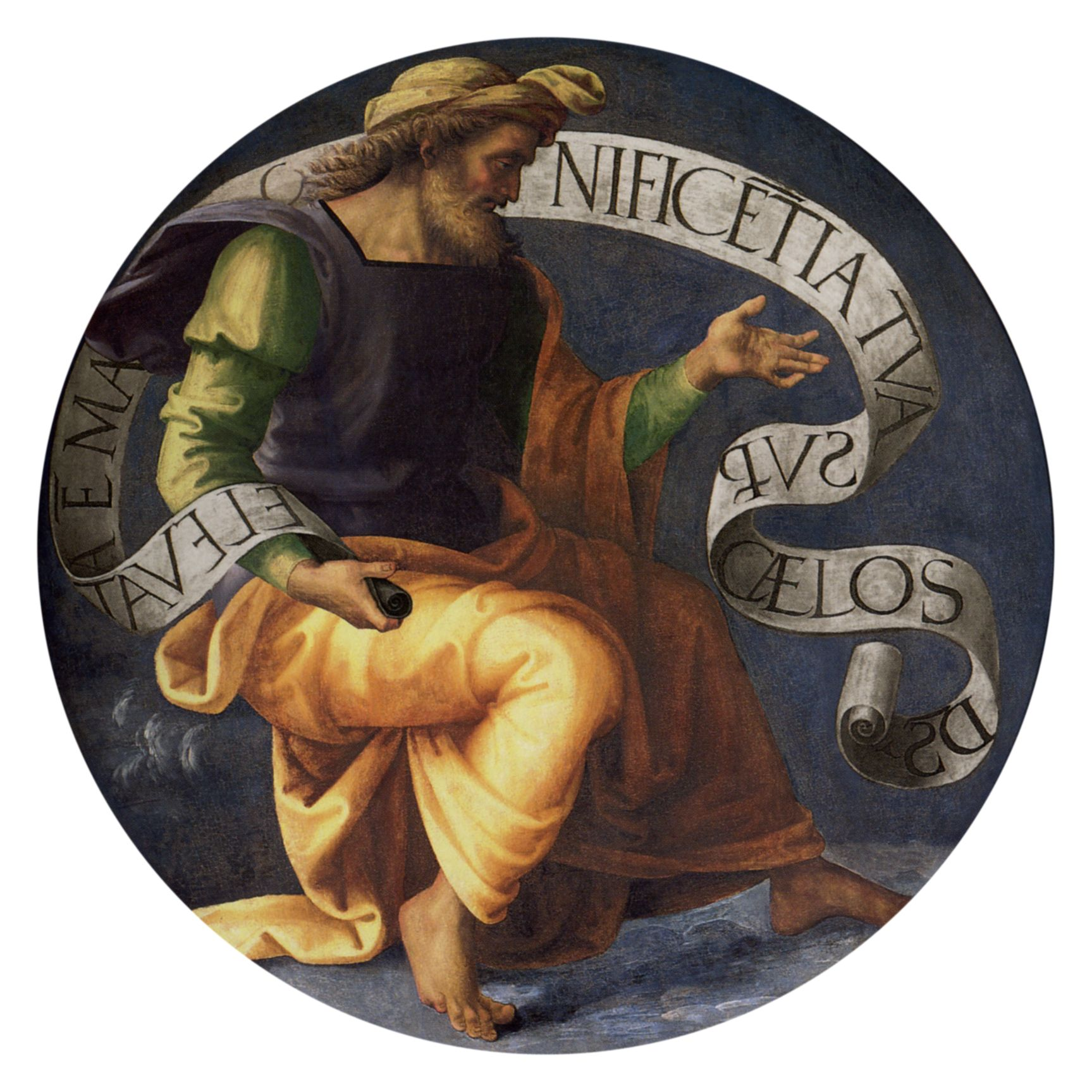
「預言者エレミヤ」ナント美術館所蔵
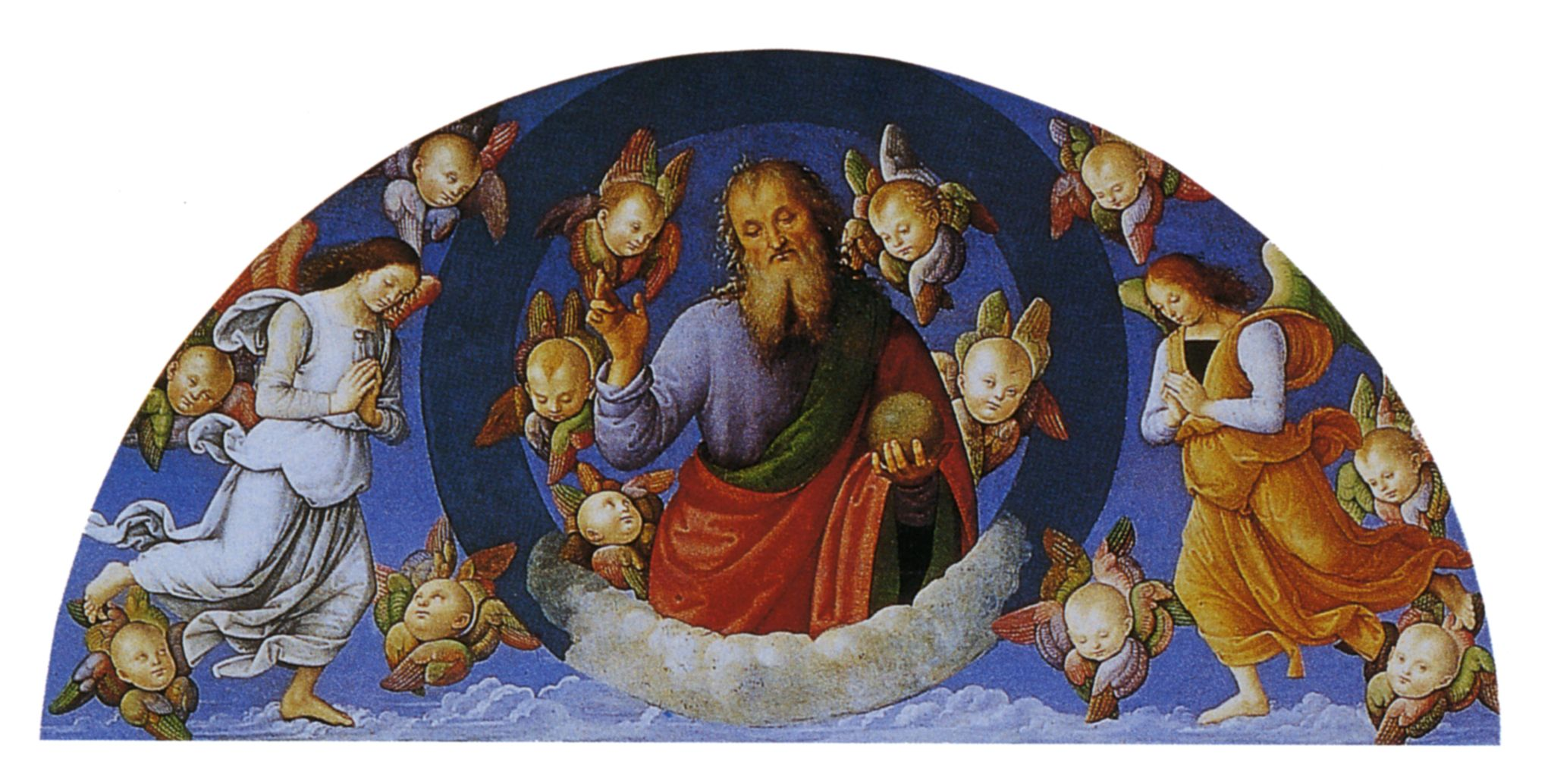
「栄光の神」リヨン美術館所蔵
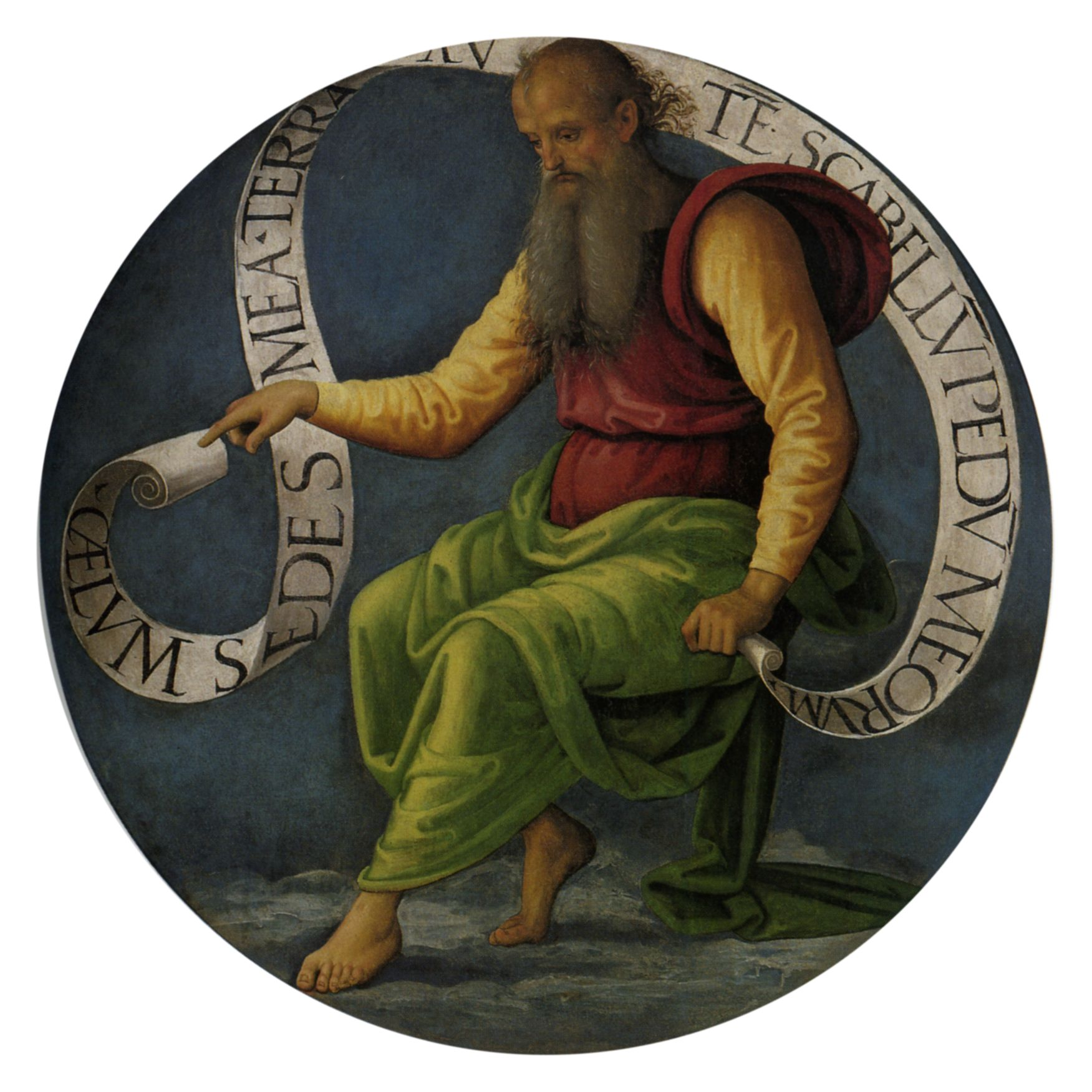
「預言者イザヤ」ナント美術館所蔵

プレデッラ

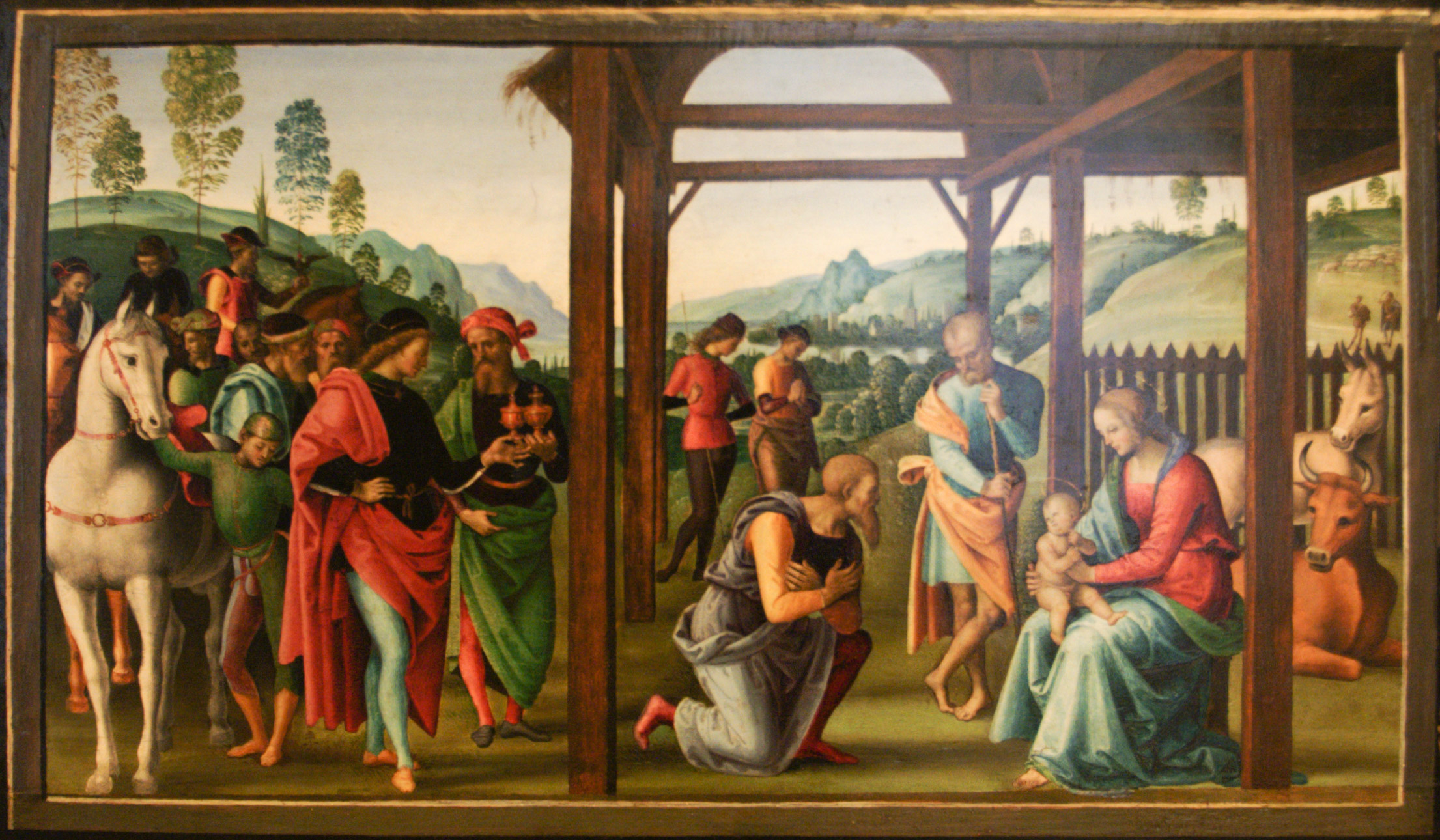
「東方三博士の礼拝」ルーアン美術館所蔵
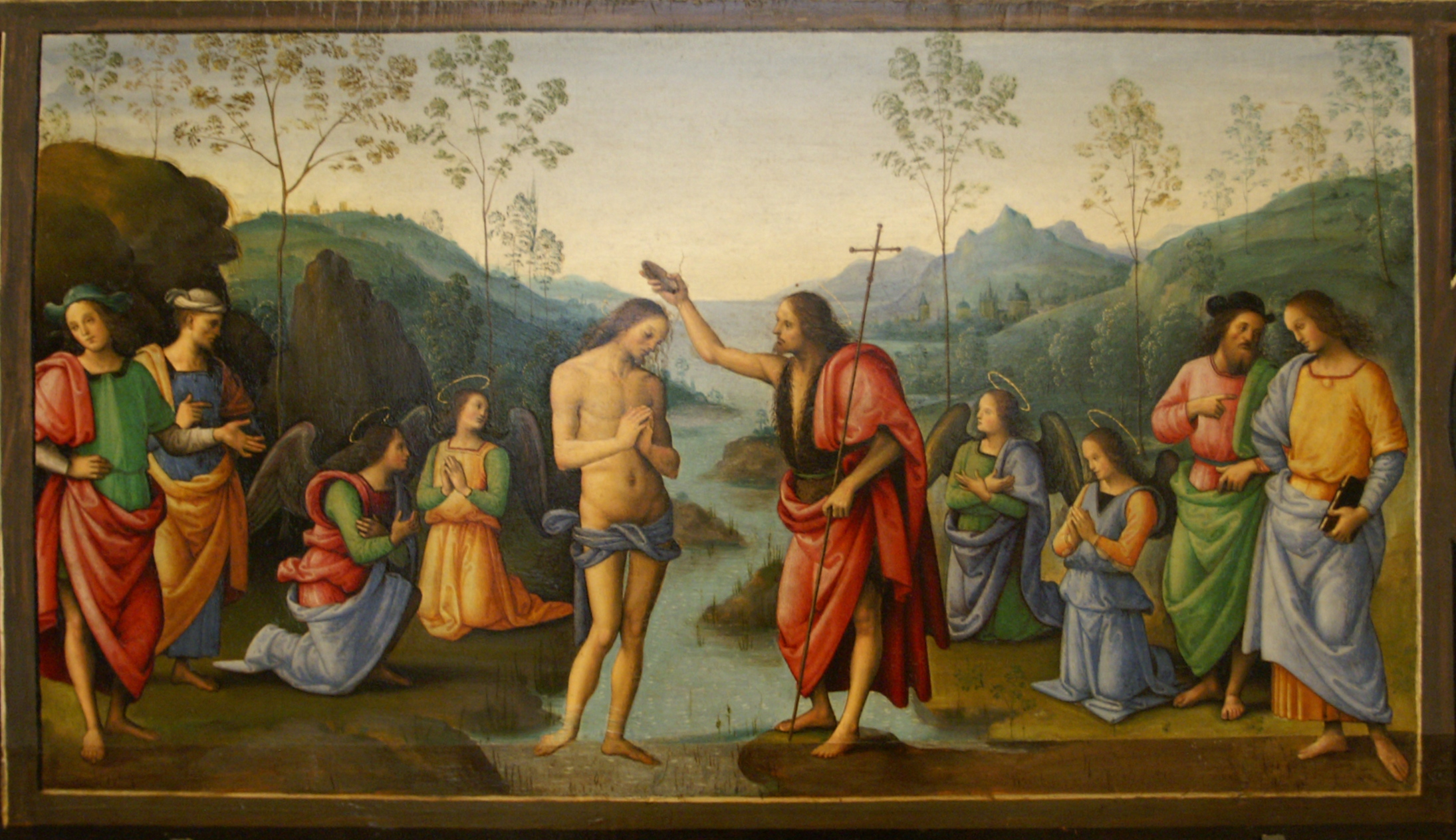
「キリストの洗礼」ルーアン美術館所蔵
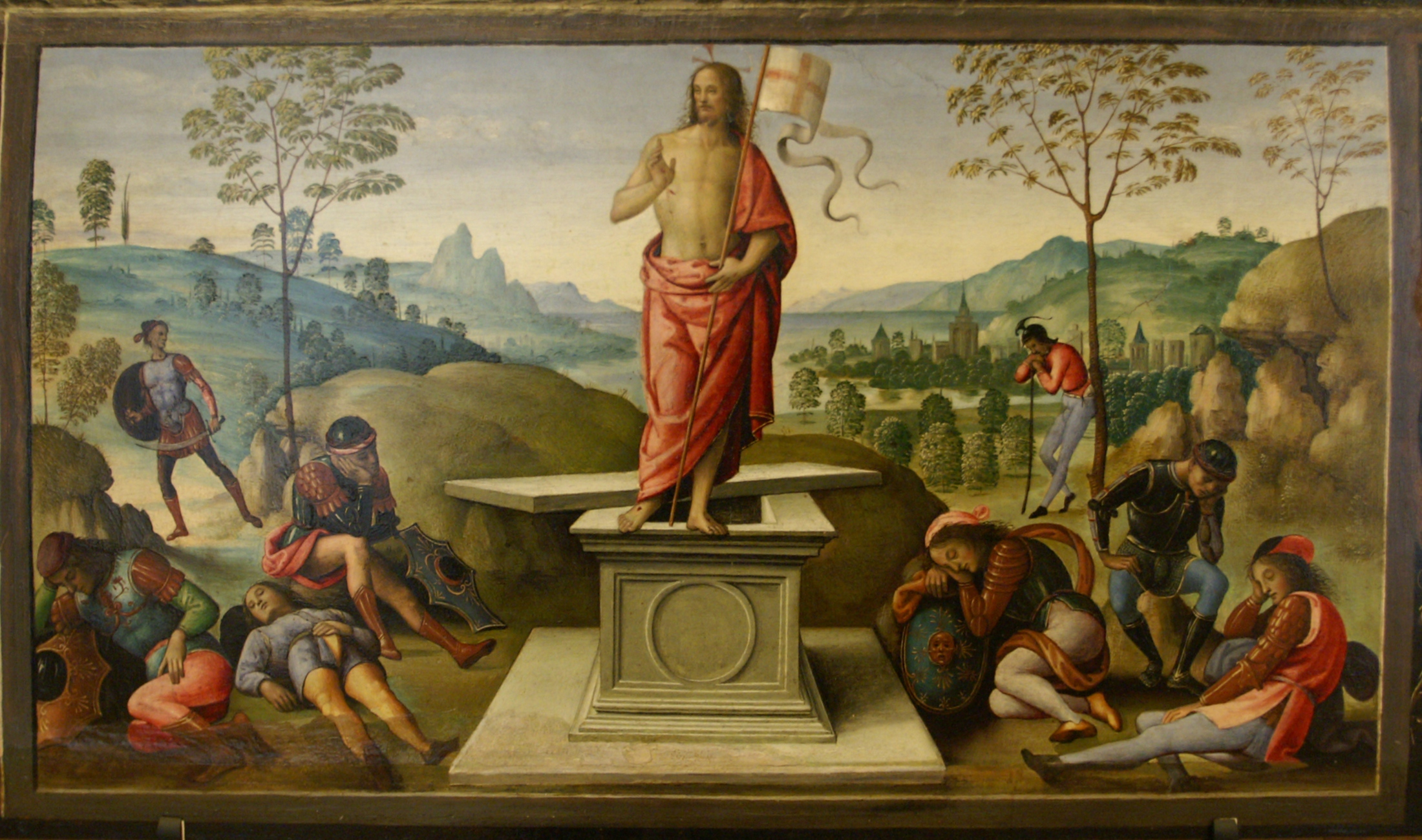
「キリストの復活」ルーアン美術館所蔵

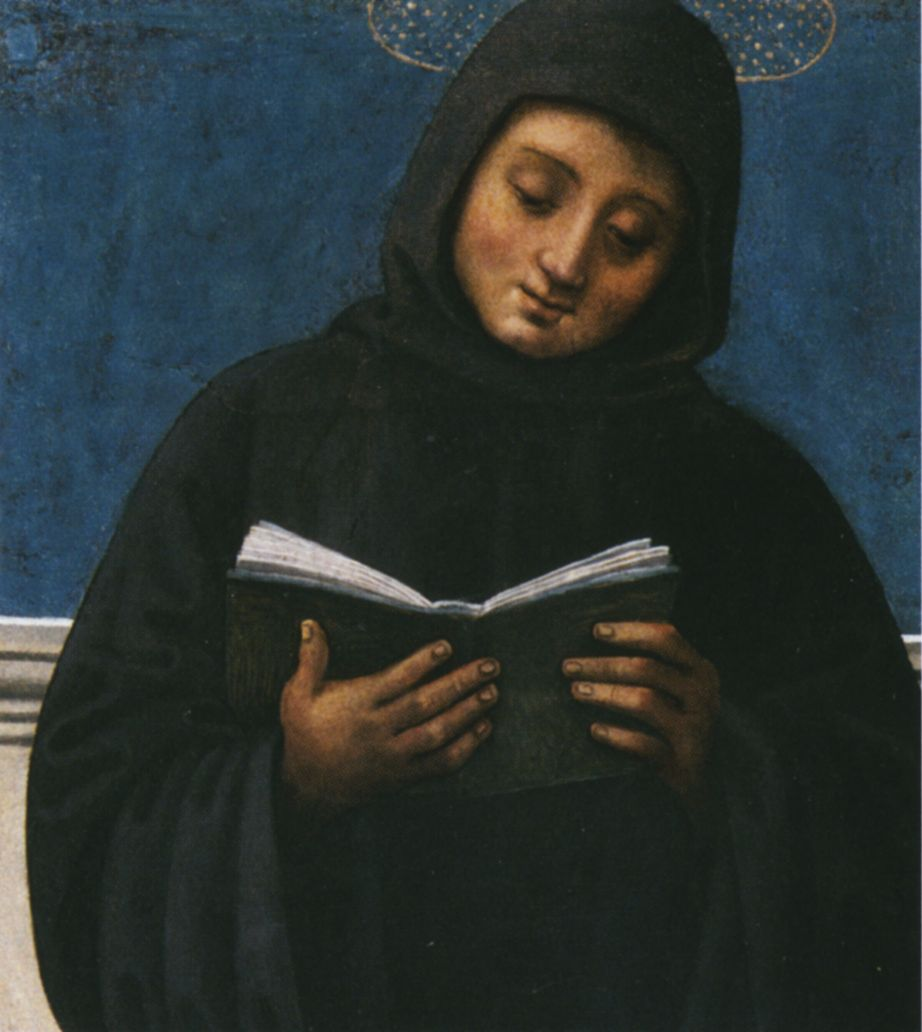
「聖マウルス」ウンブリア国立絵画館（英語版）所蔵
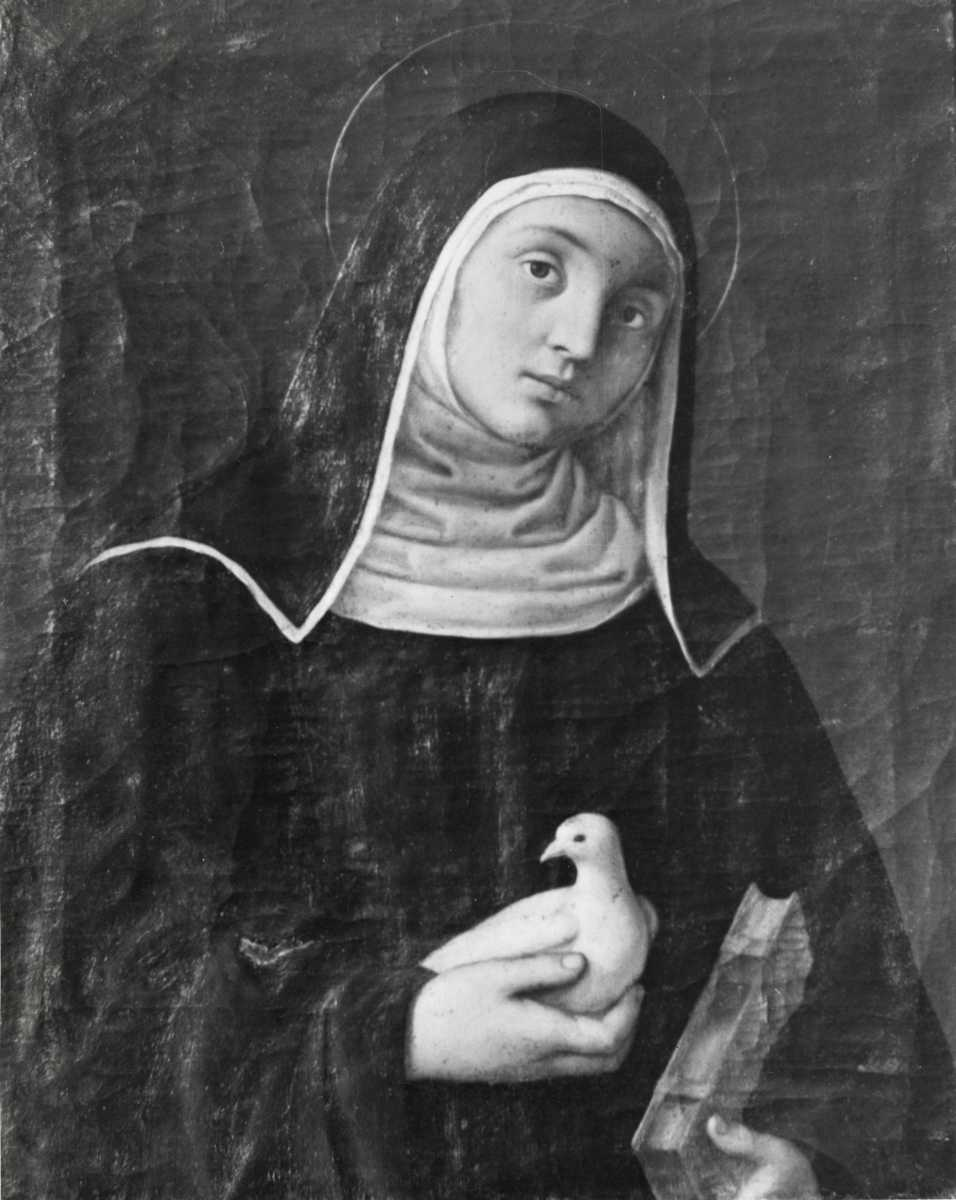
「聖スコラスティカ」盗難
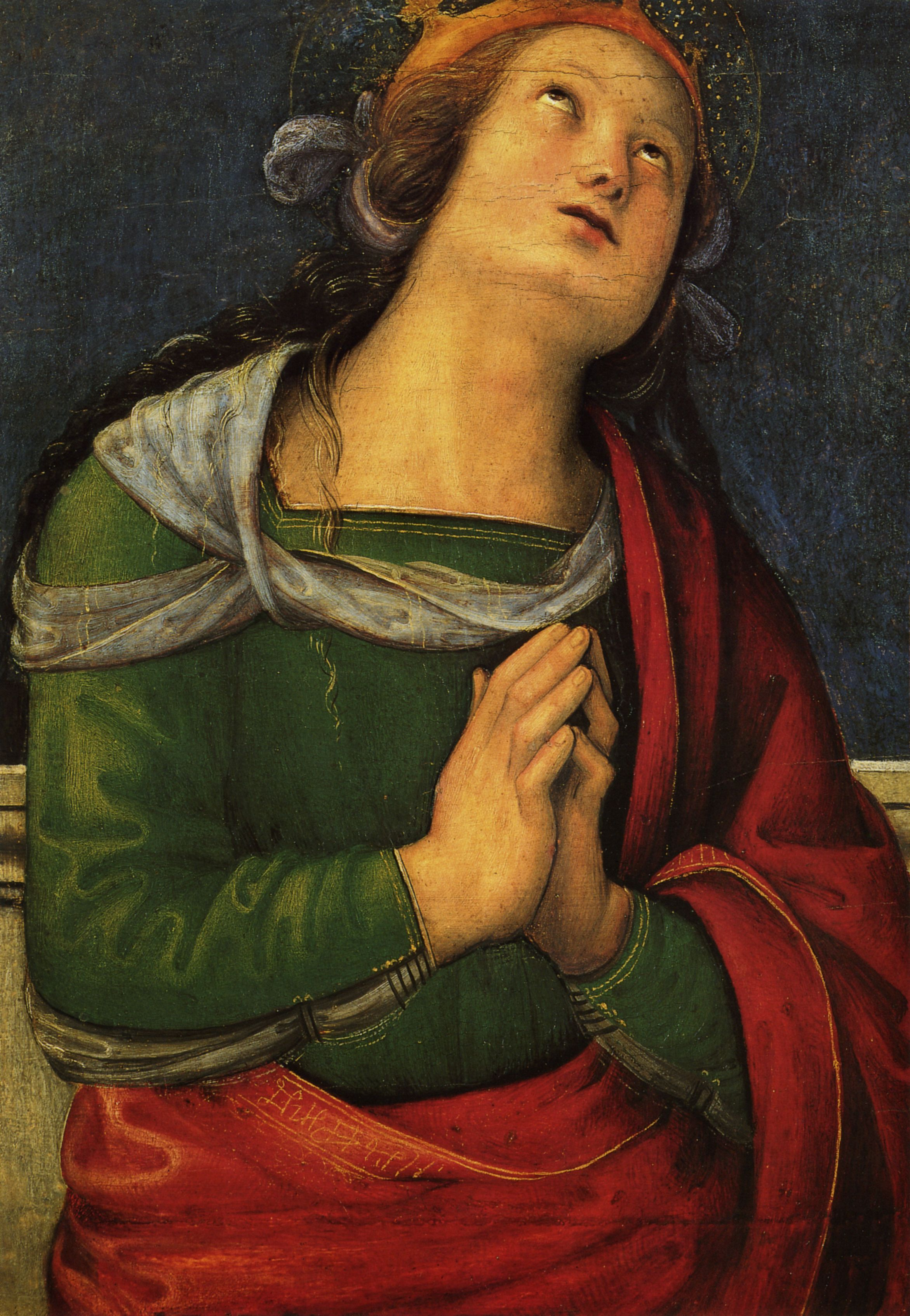
「聖フラウィア」ヴァチカン美術館所蔵
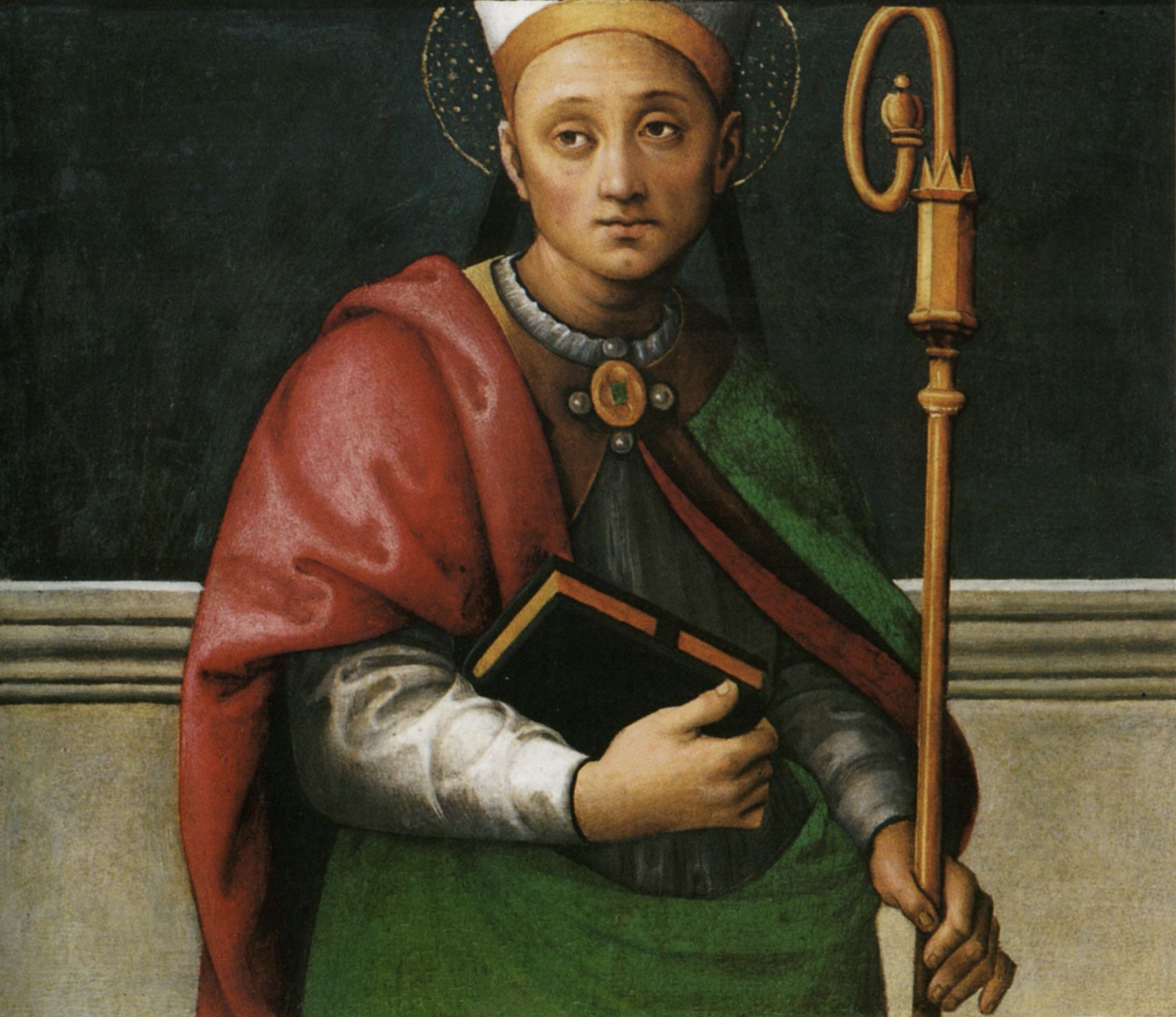
「聖ヘラクラヌス」ウンブリア国立絵画館所蔵
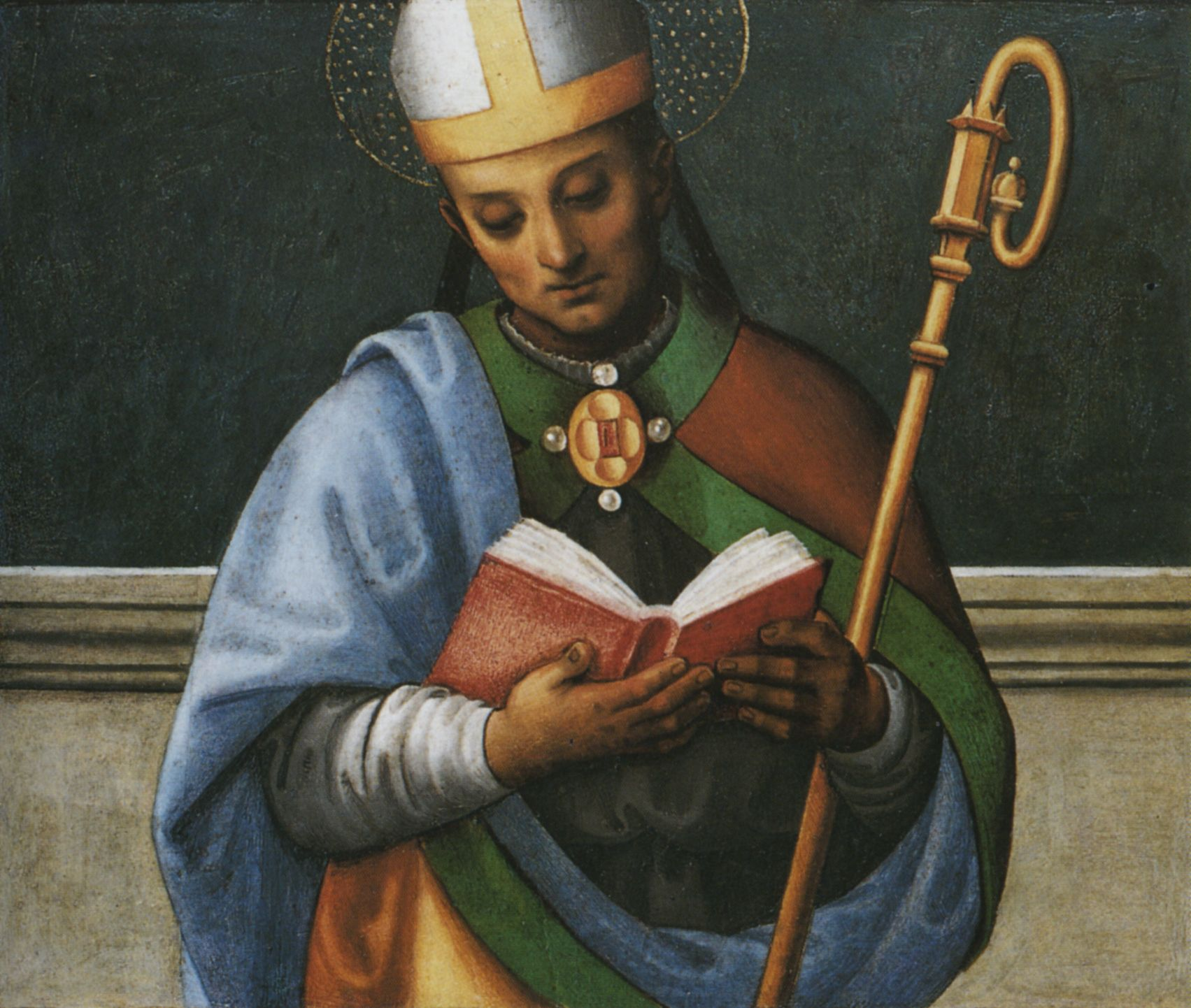
「聖コンスタンティウス」ウンブリア国立絵画館所蔵
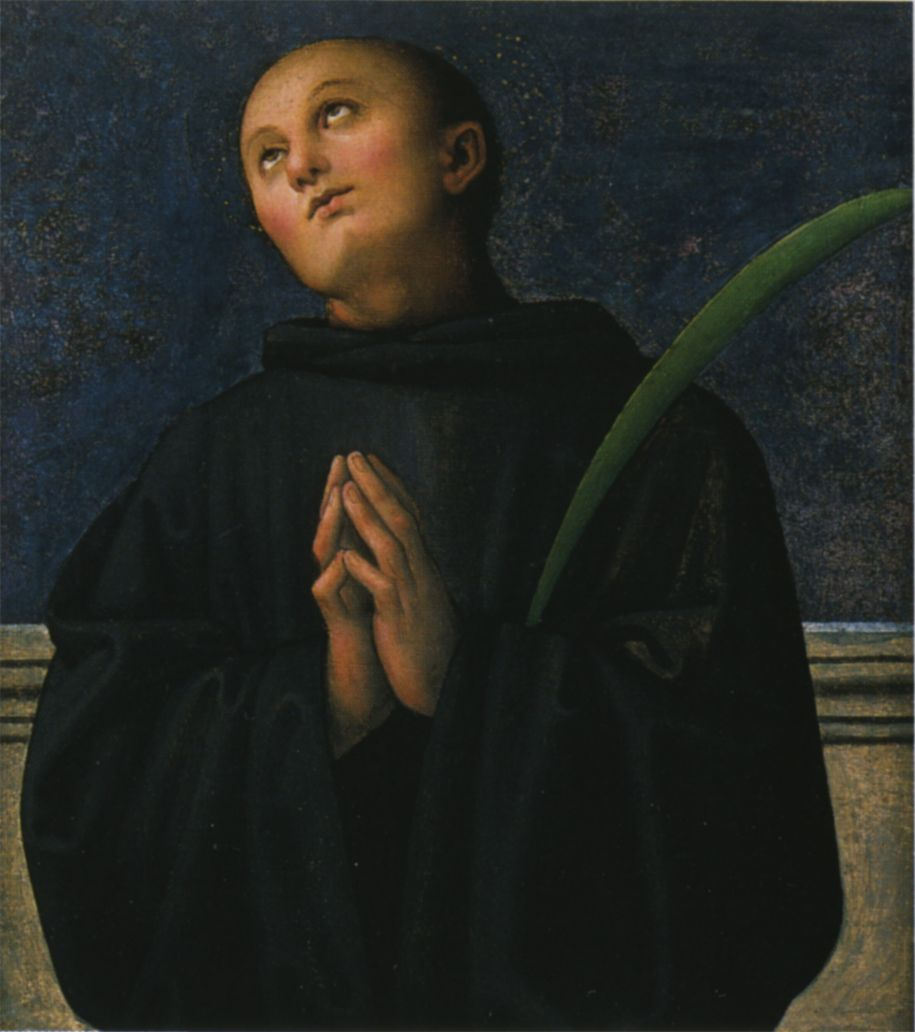
「聖プラキドゥス」ヴァチカン美術館所蔵
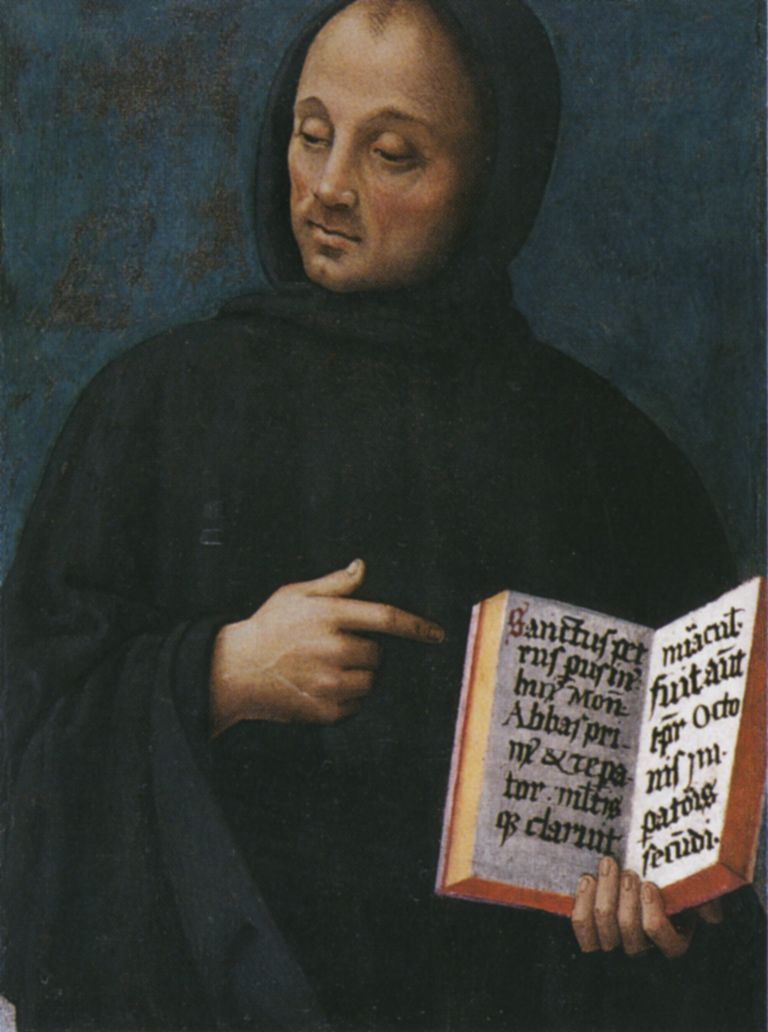
「聖ピエトロ・ヴィンチョリ」ウンブリア国立絵画館所蔵
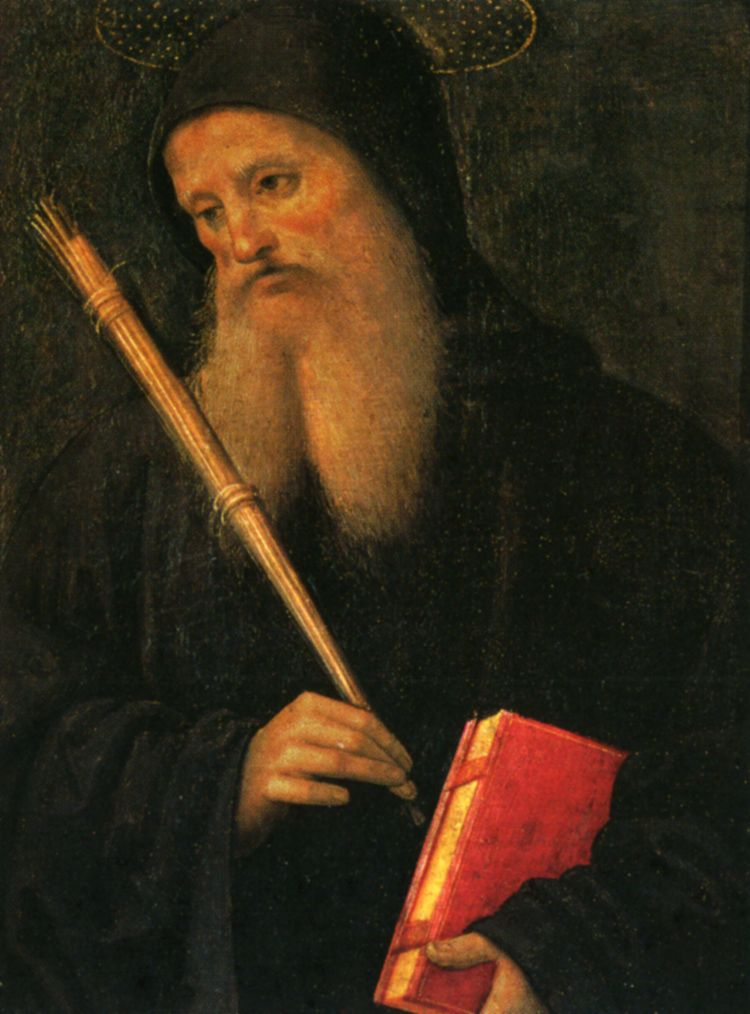
「聖ベネディクトゥス」ヴァチカン美術館所蔵